# Седлищенська сільська рада (Старовижівський район)
| Седлищенська сільська рада — колишня адміністративно-територіальна одиниця та орган місцевого самоврядування у Старовижівському районі Волинської області з адміністративним центром у с. Седлище. Припинила існування 11 липня 2018 року через приєднання до Старовижівської селищної громади Волинської області. Натомість утворено Седлищенський старостинський округ при Любомльській міській громаді. Водоймища на території, підпорядкованій даній раді: річки Вижівка та Мизівка. Сільській раді підпорядковувались населені пункти: - с. Седлище - с. Борзова - с. Черемшанка |

## Склад ради
Рада складалась з 14 депутатів та голови.

### Керівний склад ради
| ПІБ                      | Основні відомості                                                             | Дата обрання | Дата звільнення |
| ------------------------ | ----------------------------------------------------------------------------- | ------------ | --------------- |
| Ваврищук Микола Петрович | Сільський голова, 1964 року народження, освіта, безпартійний                  | 26.03.2006   | 31.10.2010      |
| Ваврищук Микола Петрович | Сільський голова, 1964 року народження, освіта середня загальна, безпартійний | 31.10.2010   |                 |

Примітка: таблиця складена за даними джерела

## Населення
Згідно з переписом УРСР 1989 року чисельність наявного населення села становила 2223 особи, з яких 1038 чоловіків та 1185 жінок.
За переписом населення України 2001 року в селі мешкало 968 осіб.

### Мова
Розподіл населення за рідною мовою за даними перепису 2001 року:
| Мова       | Відсоток |
| ---------- | -------- |
| українська | 99,90 %  |
| російська  | 0,10 %   |